# Galanthus allenii
Galanthus allenii е вид растение от семейство Кокичеви (Amaryllidaceae). Многогодишно растение.

## Описание
Това е сравнително непознато и все още рядко кокиче в културата. Много е вероятно да е естествен хибрид (Galanthus x allenii). Досега е намерен само веднъж. Всяка година луковицата му образува по един цвят. Едно от първите цветя през пролетта.
Не се среща в България.

## История
Историята му започва в колекцията на галантофила и ентусиаста на кокичета Джеймс Алън в Шептън Молит, Англия. Алън първоначално е взел растителния материал заедно с Galanthus ikariae ssp. latifolius от дивата природа (Кавказ) от австрийски градинар през 1883 г. В неговата градина разликата между неизвестните преди това G. x allenii и G. ikariae ssp. latifolius е била очевидна. По време на първото си описание растението е класифицирано като отделен вид Galanthus allenii.
Съвременните генетични изследвания показват, че това е най-вероятно хибрид между Galanthus alpinus и Galanthus woronowii.